# گروه صفتی
گروه صفتی یا گروه وصفی (به انگلیسی: Adjectival phrase یا Adjective phrase) در دستور زبان، به واژه یا مجموعه‌ای از واژه‌ها گفته می‌شود که می‌توانند یک اسم را توصیف کنند. هستهٔ گروه صفتی (گروه وصفی)، صفت است. مثلاً در جملهٔ زیر:
- کتاب‌هایی بسیار ارزشمند در این زمینه نوشته شده‌است.

عبارتِ «بسیار ارزشمند»، یک گروه صفتی است.